# Грэм, Линдси
Линдси Олин Грэм (англ. Lindsey Olin Graham; род. 9 июля 1955, Сентрал, Южная Каролина) — американский политик-республиканец. Старший сенатор США от штата Южная Каролина с 2003 года. С 2019 года он также является председателем сенатского комитета по судебной системе.

## Биография
Родился в городе Сентрал.
В 1981 году получил степень доктора юриспруденции в Школе права Университета Южной Каролины.
С 1982 по 1988 год служил в корпусе военных юристов в ВВС США в качестве адвоката защиты, а затем в отделе корпуса военных юристов ВВС в Европе, базировавшемся в Западной Германии. Позже его служба в резерве ВВС проходила параллельно карьере в Конгрессе.
Занимался частной адвокатской практикой до того, как в 1993 году был избран в Палату представителей Южной Каролины. В 1995 году избрался на окажущийся его первым из четырёх сроков в Палате Представителей США; представлял 3-й округ Конгресса Южной Каролины (по 2003 год).
В 2002 году выиграл выборы в Сенат США в Южной Каролине — после того, как республиканец Стром Термонд, проработавший в Сенате 8 сроков, объявил о своей отставке. Избран на второй срок в 2008 году и на третий срок в 2014 году.
Будучи полковником запаса ВВС США, стал известен в Сенате США своей пропагандой усиления национальной обороны и проведения агрессивной интервенционистской внешней политики. Он также известен своей готовностью быть двухпартийным и работать с демократами по таким вопросам, как реформа финансирования кампаний, запрет на пытки водой, иммиграционная реформа и кандидаты на должность судей. Он критиковал движение чаепития, выступая за более инклюзивную Республиканскую партию.
Проводил президентскую кампанию в период с июня по декабрь 2015 года, выбыв до начала республиканских праймериз 2016 года. Он был откровенным критиком кандидатуры республиканца Дональда Трампа в 2016 году и неоднократно заявлял, что не поддерживает Трампа; в частности, он не согласился с комментариями Трампа о своём близком друге, сенаторе Джоне Маккейне.
С марта 2017 года изменил свою позицию в отношении Трампа и стал верным союзником президента, часто выступая с публичными заявлениями в его защиту. Его обращение застало обе стороны врасплох и вызвало большое внимание средств массовой информации.

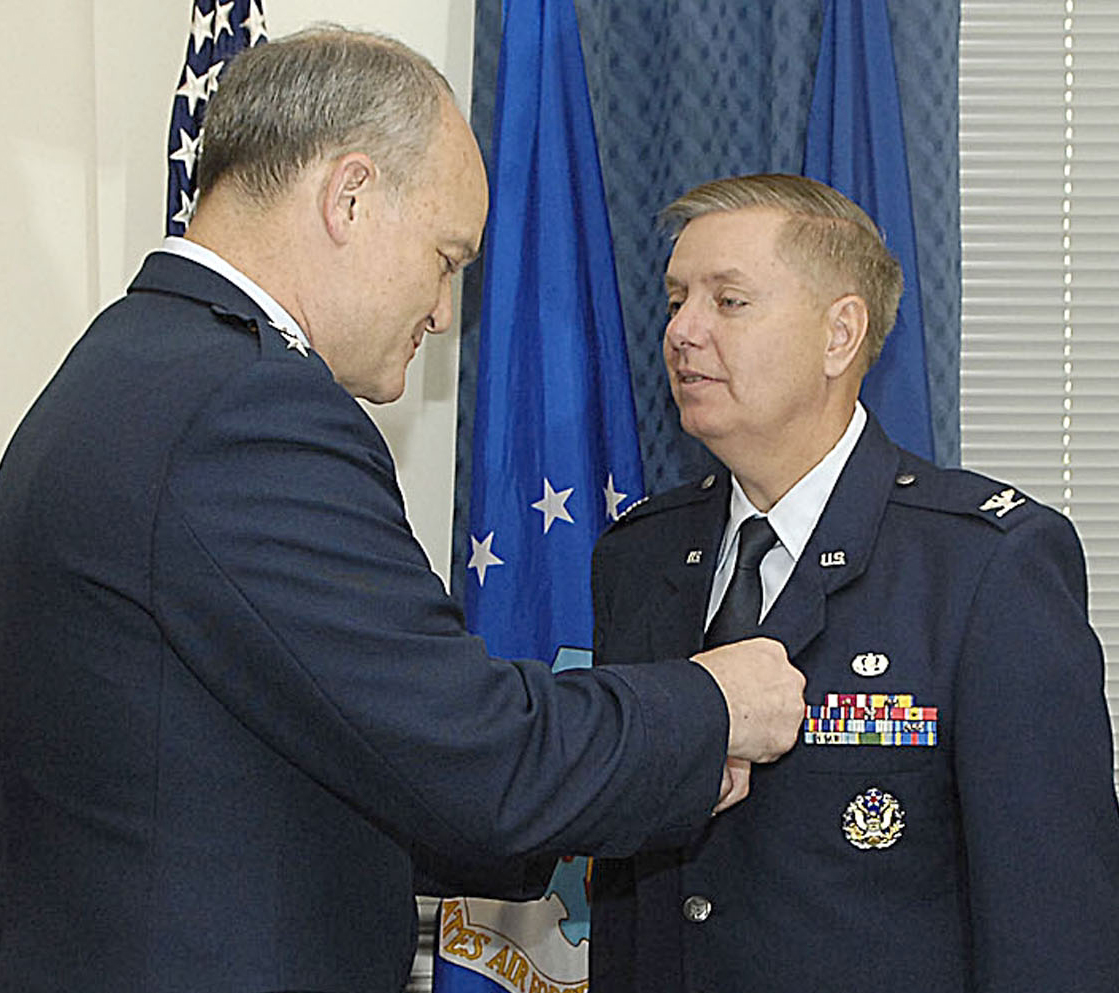
Награждение Линдси Грэма Медалью похвальной службы

Был известен критикой внешней политики президента Барака Обамы, в частности, на Ближнем Востоке.
В 2010 году призывал к превентивным ударам по Ирану с целью «нейтрализации иранского режима».
В августе 2011 года выступил соавтором резолюции сената № 175, осуждавшей действия России в Грузии в 2008 году. Резолюция была принята единогласно.
В 2014 году призывал бойкотировать Олимпиаду в Сочи из-за предоставления Россией политического убежища Эдварду Сноудену.
Призывал к активизации противодействия России на мировой арене:

После Бенгази, Сирии, Египта — всего того, во что ввязывался Обама, — Путин пришёл к выводу, что тот — слабый и нерешительный лидер. Думаю, что Путин считает Обаму болтуном, не способным на поступки. И если мы в ближайшее время не нажмём в ответ, дальше будет ещё хуже. — Би-Би-Си:«"Республиканский ястреб" Грэм поборется за Белый дом»
14 ноября 2019 года наложил вето на резолюцию Палаты представителей США о признании геноцида армян в Османской империи.
4 марта 2022 года, после начала вторжения России на Украину, призывал граждан РФ «англ. Take this guy out», что в переводе означает: «убрать этого парня» (то есть президента РФ В. В. Путина). Посольство РФ в США потребовало официальных объяснений и решительного осуждения его высказываний, назвав данный призыв «преступным».

## Кандидат в президенты
18 мая 2015 года сообщил каналу CBS о намерении выставить свою кандидатуру на президентских выборах 2016 года. Официальное заявление сделал 1 июня.

## Уголовное преследование в РФ
29 мая 2023 года МВД России объявило в розыск Линдси Грэма. Соответствующая карточка появилась в базе данных ведомства. В ней говорится, что сенатора разыскивают по статье УК. Возможной причиной для этого послужила смонтированная видеозапись встречи с Президентом Украины, во время которой сенатор якобы говорил об «инвестициях в смерть русских».
20 февраля 2024 года Росфинмониторинг внёс Линдси Грэма в перечень «террористов и экстремистов».

## Награды
- 2014 — Бронзовая звезда (США)[30].
- 2016 — Орден князя Ярослава Мудрого III степени (27 декабря 2016 года, Украина) — за значительный личный вклад в развитие украинско-американского экономического и военного сотрудничества, отстаивание государственного суверенитета и территориальной целостности Украины[31][32].
- 2023 — Орден князя Ярослава Мудрого II степени (4 сентября 2023 года, Украина) — за весомый личный вклад в укрепление межгосударственного сотрудничества, поддержку государственного суверенитета и территориальной целостности Украины, популяризацию Украинского государства в мире[33].